# Johan Cicero af Brandenburg
Johan Cicero af Brandenburg (2. august 1455 – 9. januar 1499), var en tysk kurfyrste over Markgrevskabet Brandenburg, af Huset Hohenzollern. Johan Cicero gjorde Berlin til residensby i Markgrevskabet Brandenburg.
I 1470 hyldedes han som lensherre i Brandenburg og regerede selvstændigt allerede i faderen Albrecht Achilles' levetid. Hans opmærksomhed var på indenrigspolitikken, og han bekæmpede lovløshed og røverriddere. Johan Ciceros humanistiske lærdom var berømt i hans samtid.
Johan af Brandenburg og hans kurfyrstinde Margrete af Sachsen var forældre til Anna af Brandenburg, der var gift med Frederik 1., før han blev konge af Danmark; De var dermed bedsteforældre til Christian 3.